# Coscinoderma sinuosum
Coscinoderma sinuosum är en svampdjursart som först beskrevs av Jean-Baptiste Lamarck 1813.  Coscinoderma sinuosum ingår i släktet Coscinoderma och familjen Spongiidae. Inga underarter finns listade i Catalogue of Life.